# District de Yuanbao
Le district de Yuanbao (元宝区 ; pinyin : Yuánbǎo Qū) est une subdivision administrative de la province du Liaoning en Chine. Il est placé sous la juridiction de la ville-préfecture de Dandong.